# ロジャー・クレメンス賞
ロジャー・クレメンス賞 (Roger Clemens Award , ロジャー・クレメンス・アワード) は大学の最優秀投手に贈られる賞である。審査対象は全米大学体育協会（NCAA）1部に所属する大学の投手で、NCAA1部の全監督、投票権を持つ記者、後述のロータリー・スミス賞を含む歴代受賞者が審査員となって選出する。
元々は全米大学最優秀選手を選出するロータリー・スミス賞として1988年にヒューストン地区体育協会によって制定され、1996年からはヒューストンロータリークラブも協賛していた。実質的に大学選手のみが対象となっているゴールデンスパイク賞と受賞者が重なることも多く、2004年からはテキサス大学でも活躍したロジャー・クレメンスにちなんで、対象を投手にしぼったロジャー・クレメンス賞へと移行された。

## 受賞者

### 過去の受賞者一覧
| 年 度 | 名 前                  | 出身校                               |
| ----- | ---------------------- | ------------------------------------ |
| 2004  | ジェレッド・ウィーバー | カリフォルニア州立大学ロングビーチ校 |
| 2005  | ルーク・ホッチェバー   | テネシー大学                         |
| 2006  | アンドリュー・ミラー   | ノースカロライナ大学                 |
| 2007  | デビッド・プライス     | ヴァンダービルト大学                 |
| 2008  | アーロン・クロウ       | ミズーリ大学コロンビア校             |

### ロータリー・スミス賞受賞者一覧
| 年 度 | 名 前                      | 守 備  | 出身校                           |
| ----- | -------------------------- | ------ | -------------------------------- |
| 1988  | アンディ・ベネス           | 投 手  | エバンズビル大学                 |
| 1989  | ベン・マクドナルド         | 投 手  | ルイジアナ州立大学               |
| 1990  | マイク・ケリー             | 外野手 | アリゾナ州立大学                 |
| 1991  | ボビー・ジョーンズ         | 投手   | カリフォルニア州立大学フレズノ校 |
| 1992  | マイク・アレックス・スミス | 内野手 | インディアナ大学                 |
| 1993  | ダレン・ドライフォート     | 投 手  | ウィチタ州立大学                 |
| 1994  | ジェイソン・バリテック     | 捕 手  | ジョージア工科大学               |
| 1995  | マーク・コッツェイ         | 外野手 | カリフォルニア州立大学フラトン校 |
| 1996  | クリス・ベンソン           | 投 手  | クレムゾン大学                   |
| 1997  | ティム・ハドソン           | 投 手  | オーバーン大学                   |
| 1998  | ブラッド・ウィルカーソン   | 外野手 | フロリダ大学                     |
| 1999  | ジェイソン・ジェニングス   | 投 手  | ベイラー大学                     |
| 2000  | キップ・ボーナイト※1       | 投 手  | サウスカロライナ大学             |
| 2001  | マーク・プライアー         | 投 手  | 南カリフォルニア大学             |
| 2002  | カリル・グリーン           | 遊撃手 | クレムゾン大学                   |
| 2003  | リッキー・ウィークス       | 二塁手 | サザン大学                       |

※1：メジャー未昇格（2008年シーズン終了時点）

## 参考資料
1. ↑  “Roger Clemens Award”. 2008年3月1日閲覧。